# لويس جود
لويس جود (بالإنجليزية: Lewis L. Judd)‏ هو طبيب نفسي أمريكي، ولد في 10 فبراير 1930 في لوس أنجلوس في الولايات المتحدة، وتوفي في 16 ديسمبر 2018 في لاهويا في الولايات المتحدة.